# Milosaurus
Milosaurus — вимерлий рід синапсидів, що не є ссавцями, що походить із штату Іллінойс і існував під час пізнього карбону та ранньої пермі. Він був названий у 1970 році на основі FMNH 701, часткового скелета (таз, задня кінцівка, кістки та хвостові хребці).